# Starlight Valmadrera
L'Associazione Sportiva Dilettantistica Centro Pallacanestro Starlight Valmadrera è la principale società di pallacanestro femminile di Valmadrera, in provincia di Lecco.
Fondata nel 1987, la squadra gioca al PalaLeopardi e disputa dal 2012 la Serie A2. Il suo colore sociale è l'azzurro.

## Storia
Dopo il trasferimento del G.S.F. Valmadrera a Lecco, un gruppo di genitori ha fondato nel 1987 la società attuale, prevalentemente per proseguire l'attività giovanile. Ha vinto nel 1988-89 il campionato regionale propaganda e nel 1992-93 ha disputato la prima stagione senior in Promozione. Ha anche collaborato dal 1995 al 1998 con un'altra società cittadina, il Basket Team, poi scomparso.
Ripescata in Serie C nel 2000, la società rileva il titolo della G.S.F. Resegone Lecco e l'anno dopo accede alla Serie B. Ammessa infine alla Serie B d'Eccellenza nel 2003, continua l'attività giovanile che frutta il titolo regionale esordienti nel 2004, quello allieve nel 2005, quello Under-14 nel 2006 (con terzo posto alle finali nazionali). Con la prima squadra disputa inoltre due finali play-off.
Nel 2011-12, la Starlight arriva allo spareggio per l'A2 contro il San Salvatore Selargius, ma viene sconfitta in casa e la Lega decide comunque di ripescarla. Da matricola, la squadra sponsorizzata dalla Sea Logistic si salva ai play-out contro Cremona.
Nel 2014-2015 la squadra partecipa al campionato di Promozione per la mancata partecipazione al campionato di A2
Nel 2015-2016 viene ripescata in serie B dove si classica 4º nel girone Silver salvandosi dalla zona retrocessione. La squadra che rappresenta il ritorno della Starlight Valmadrera nelle serie maggiori è composta da Elena Viganò ex A2 e A3 (cap), Claudia Tessitore ex A2 e A3,Daniela Ortelli, Martina Orsanigo, Veronica Romanò, Sonia Lacquaniti, Ambra Bratovich ex A3, Federica Greppi ex A3, Laura Farinello, Elena Bratovich, Capaldo Francesca.